# Prokop Péter
Prokop Péter (Kalocsa, 1919. január 6. – Budapest, 2003. november 11.) katolikus pap, festőművész, író. A XX. századi magyar pap-festők egyik legjelentősebb alakja. Fő példaképei Aba Novák, Csontváry, Paul Klee, stílusát az átélt vallásosság és a modern, expresszionista kifejezésmód határozza meg.

## Élete, munkássága
1919-ben egy kalocsai szabómester ötödik gyermekeként született. Saját szavai szerint:
„1919. január 6-án, a vesztes háború után, az első levert kommunista kísérlet alatt láttatta meg velem anyám a napvilágot.”
Ötévesen a műhelyben apja szabópapírjaira rajzolgat. A felnőttkort csak hárman érték meg. A kis Péter vékonyka, félénk, magának való kisgyermek volt. Az elemi iskola (ma Viski-múzeum) első osztályába apjának egészen karácsonyig el kellett kísérnie az iskola közelsége ellenére. Ahol Péternek már csak az utolsó padban jutott hely, amit akkoriban a szamarak padjának neveztek. Tanítója hamarosan előreparancsolta, észrevéve, hogy a kis Prokop milyen ügyesen vési a betűket a palavesszővel. Tehetségére már tanítója is felfigyelt, beoltva őt a rajz iránti szeretettel. A gimnáziumban kitűnő rajztanára, Horváth Géza mellett képezte magát, aki vele rajzoltatta az iskolai ünnepségek plakátjait, az évvégi rajzbemutatókon ő szerepelt a legtöbb képpel. (Ezek részben a kalocsai városi gyűjteményben láthatók). Az ifjú Péternek, mint jeles rajzolónak, nem kellett a különóra díjat fizetnie. Horváth támogatta a képzőművészeti főiskolán való továbbtanulását. Pedig közben a gimnázium 4. osztálya után abbahagyta a „művészi rajzot". A gimnázium 7.-8. osztályát már a kalocsai egyházmegye szeminaristájaként végezte,
ekkor csak nyaranta hódolhatott a festészetnek. Érettségi után további 5 évig tanult itt a hittudományi főiskolai karon.
1937-ben a kalocsai római katolikus papképző intézet növendéke. Jó barátságba került tanárával, Belon Gellérttel, akiben megértő támogatóra talált festői ambícióiban, és akinek nagy szerepe volt római tanulmányainak megvalósulásában.
1942-ben szentelték a kalocsai főegyházmegye papjává, majd helyezték ki Dunapatajra újmisésként.
1945-48 között a Magyar Képzőművészeti Főiskolán tanult. Mesterei: Kontuly Béla, Elekfy Jenő, Barcsay Jenő, Domanovszky Endre és Kmetty János. Legfőbb példaképe Aba Novák Vilmos, csodálta Aba Novák expresszív, monumentális formáit, zárt kompozícióit, tiszte színeit. Másik példaképe Csontváry Kosztka Tivadar, akinek mágikus világképe, expresszív művészeti ereje ragadta meg. A főiskolán bár kitűnő elméleti és gyakorlati képzést kapott, a kortárs egyetemes művészeti irányzatokkal nem volt lehetősége megismerkedni.
Főiskolai tanulmányait nem tudta befejezni, mivel diplomaévében egyházmegyei szolgálatra rendelték vissza. A döntés váratlanul érte, keserűségét fametszetekben fogalmazta meg.
1950-ben a sükösdi templom szentélyének falára 100 m²-es freskót festett.Tűz Tamás felkérésére 1956-ban elkészítette a szendi templom falképeit.

### Római évek (1956‑1999)
1956 telén, a forradalom leverése után, Belon Gellért biztatására, édesanyjától elbúcsúzva, Jugoszláviába távozott. Három hónap múlva, számos viszontagság után, Rómába érkezett. Itt a Római Képzőművészeti Akadémián (Accademia di Belle Arti di Roma) fejezte be festészeti tanulmányait. Naplójában így írt erről a korszakáról:
„Róma, ez a váratlan világ átváltoztatott! Teljesen kibillentett kocsivágányomból. Enélkül értelmetlen maradt volna minden otthoni próbálkozásom. Nem a római mester diploma, hanem a légkör! Az élet az utcán a Nap fényével. Beosztottság nélküli szabadságom. Koloncok nélkül élhettem a szépnek.”, majd így folytatja, „Rómában legfőképpen fölfedeztem a fényt, és föllobbant színeim átalakultak és megérlelődtek. Lángoló színeim azonban a szülőföldeméi. A színek ugyanis velünk születnek… Az igazi festőnek valódi témája a szín. Meg nem álló kutatásainak állandó tárgya a szín.”
Rómában különösen megragadta Michelangelo művészete. 1962-ben részese a nagyszabású Michelangelo-film díszlet munkálatainak, mely során 39 festőtársával együtt készítette a Sixtusi-kápolna rekonstrukcióját. Prokop festette a Lybica Sibilla kontraposztos alakját 3 méter nagyságban. Rómában továbbá megismerkedett azokkal az egyetemes művészeti irányzatokkal, melyek felfedezésére budapesti főiskolai évei alatt nem volt lehetősége. Különösen figyelemmel fordult Paul Klee művészete felé.  „A dolgok legmélyét megragadni, intimitásaiba behatolni, a felülmúlhatatlan Paul Klee tanított meg.” – írta naplójában.
Főiskolai éveit követően a Pápai Magyar Intézetben, majd a Szent István zarándokházban lakott és alkotott. Rómában számos egyházi intézmény falait díszítette freskókkal, színes ablakokkal, képekkel a 60-as, 70-es évek folyamán. Két amerikai templomba is készített freskókat.
1970-ben Fatimában ő készítette a magyar keresztút végén álló Szent István-kápolna színes üvegablakait, tizenhárom magyar szenttel. 1993-ban újabb alkotással, a kápolna szentélyének és hajójának mennyezetét díszítő mozaikokkal egészítette ki fatimai alkotásait.
Magyarországgal a Rómában eltöltött évtizedek alatt sem szakadt meg a kapcsolata. A rendszerváltozás után pedig Budapest és Róma között osztotta meg életét. A XX. század egyik legismertebb magyar pap-festőjeként tartják számon. Termékeny alkotó volt, életműve több mint 9000 táblaképet számlál. Alkotásainak  nagy részét Magyarországnak ajándékozta.
1999-ben visszaköltözött Magyarországra. Több díjat, kitüntetést kapott.

## Művészete
Legjellemzőbb festményei mély vallásos szellemültségű, bibliai tárgyú kompozíciói. Képein 20. századi művészként újraértelmez olyan ősi, szakrális-ikonikus képtípusokat, mint Mária Gyermekével vagy a Tékozló fiú hazatérése. Erőteljes, fénnyel átitatott színekkel festett vásznai egyben a világegyetem szépségének hirdetői. Figuratípusaira a 60-as évek elejéig Aba Novák művészete volt nagy hatással. Római évei kezdetétől új stíluselemekkel gazdagodott művészete. A régi itáliai festők közül – többek között – Simone Martini inspirálta, a modern művészek közül pedig Picasso és Klee vonalkultúrája hatott rá. Későbbi munkáiban expresszionista kifejezésmód és vizionárius hangvétel jelentkezett. Számos képén alkalmaz egy sajátos technikát: a figurák kontúrjait injekcióstűvel húzta meg.
Képei közt vannak monumentális alkotások (freskó, mozaik, üvegablak), tábla- és oltárképek és készített grafikákat.
Írással is foglalkozott, számos kötete jelent meg.

## Könyvei
- Keresztúton (Róma, 1983)
- Uram, irgalmazz (Róma, 1983)
- Boldogasszony (Róma, 1984)
- Üdvösségünk (Róma, 1985)
- Római évek (Róma, 1985)
- Kavicsdobáló(Róma, 1987)
- Fügefám alól(Róma, 1989)
- Cseppkőbarlang (Róma, 1991)
- Modelldíj nélkül (Róma, 1992)
- Hulló tobozok (Róma, 1993)
- Tarkabarka (Róma, 1995)
- Pukkanó buborék (Róma, 1996)
- Sziromszállingó (Róma, 1997)
- Innen-onnan találomra (Róma, 1998)
- Vén ág is hoz virágot (Róma, 1999)

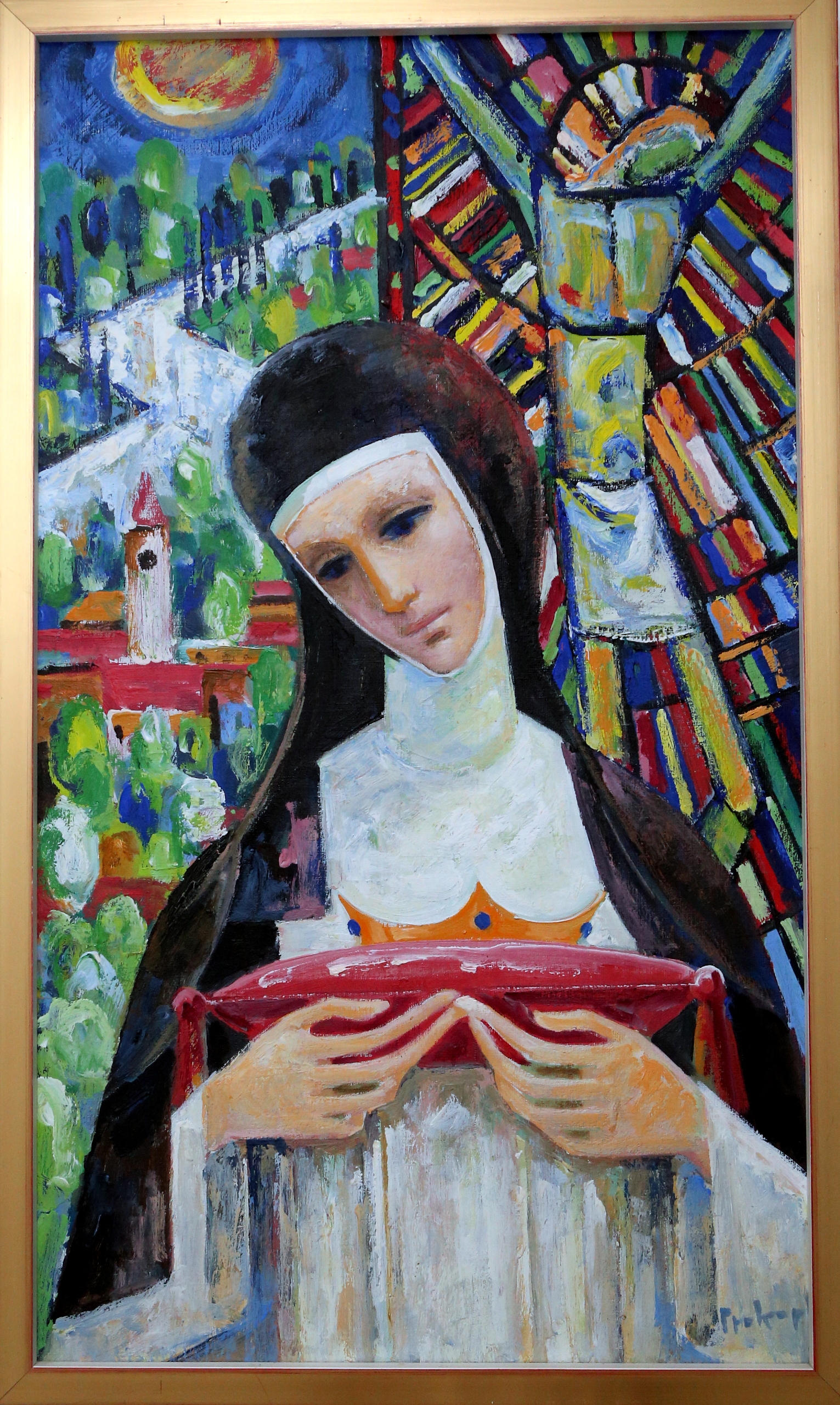

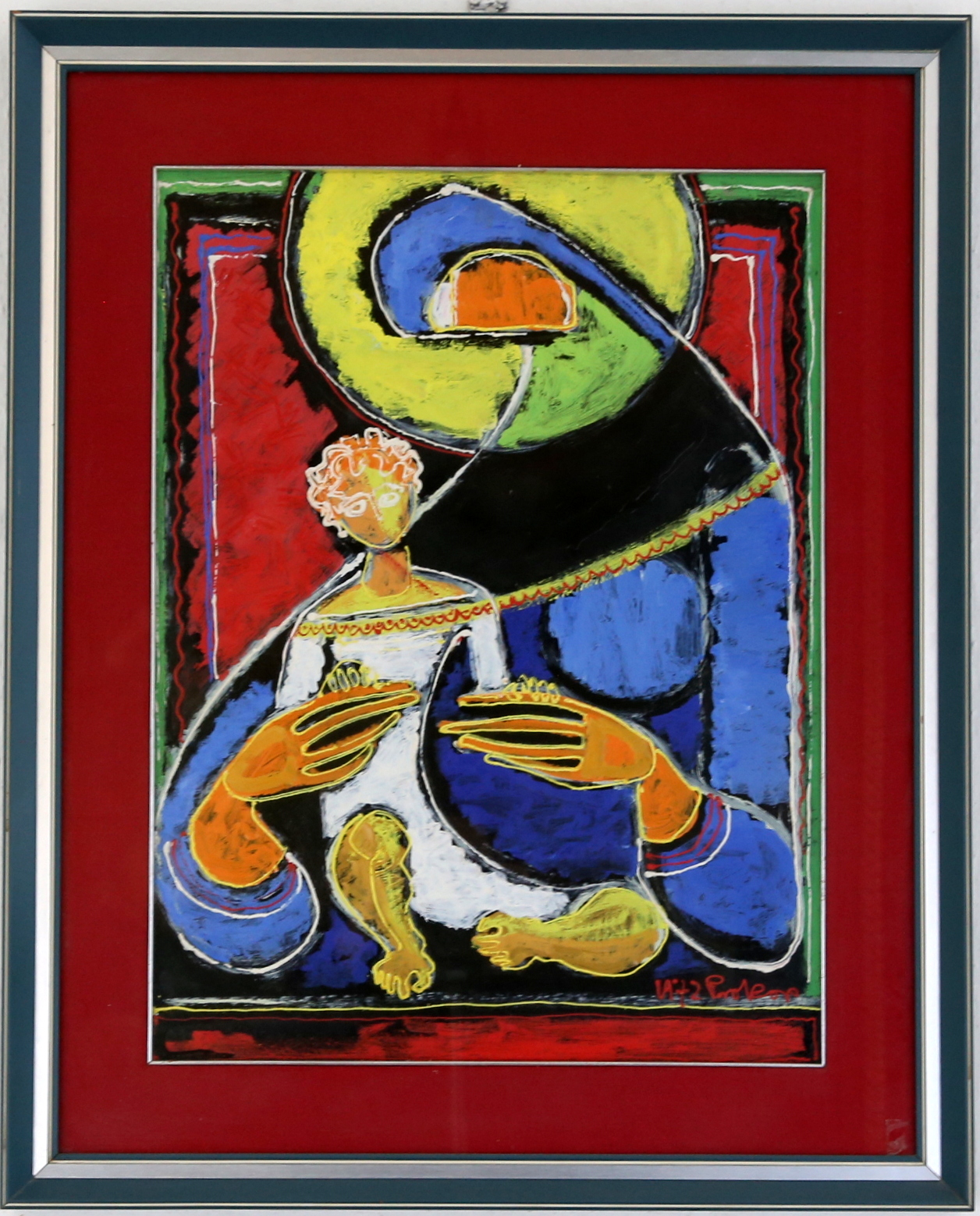

- Innen s a mindeneken túl (Róma, 2001)
- Igaz ember módra (Budapest, 2002)
- Prokop Péter levelei Szíj Rezsőhöz, 1979-1984; Szenci Molnár Társaság, Bp., 2003
- Méhecske módra; Jel, Bp., 2013 (Jel könyvek)

## Díjai
- 1989-ben Pro Cultura Hungarica-díjjal tüntették ki.
- 1992-ben '56-os Emlékérmet és emléklapot vehetett át, ugyanebben az évben megkapta az IRAT nívódíjat is.
- A Magyar Köztársasági Érdemrend lovagkeresztje (2003)

## Néhány állandó kiállítóhelye, köztéri művei
Magyarországon
- Sükösd, katolikus plébániatemplom: szentély-freskó (1949)
- Szend, katolikus templom: freskók (1954)
- Budapest, Vörösmarty utcai egykori fiú-kollégium kápolnája: Utolsó vacsora (freskó, 1947)
- Budapest, Csepel, Szent József Otthon
- Budapest, Kalocsai Iskolanővérek Internátusa
- Kalocsa, Érseki Kastély
- Győr, Apor Vilmos Római Katolikus Iskolaközpont
- Kecskemét, Kecskeméti Képtár
- Esztergom, Keresztény Múzeum
- Veszprémi Egyházmegyei Gyűjtemény
- Kaskantyú, Fogolykiváltó Boldogasszony Plébánia-Templom
- Kecel-Újfalui kápolna, falképek
- Dunatetétlen, kápolna, seccok
- Pannonhalma, Apátság: római katolikus templom freskói
- Mélykút, Szt. Erzsébet templom szárnyasoltára (1962), keresztút
- Bácsszőlős, Szt. Orbán templom: szentély-freskó (1955)

Külföldön
- Róma, Szent István Zarándokház, belső dekoráció (1975)
- Róma, Római Magyar Akadémia Pápai Intézet: kápolnafreskók (1960 k.)
- Róma, Prima Porta-i apácazárda: teljes belső berendezés, freskók, színes üvegablakok
- Fátima (Portugália), Szent István-kápolna színes üvegablakai és mozaikjai
- South Band, templom (USA)
- Toledo, templom (USA)

## Szakirodalom
- Prokop Péter műveinek internetes katalógusa, Kalocsai Érseki Kincstár weboldala >>
- Prokopp Mária: Prokop Péter, Szeged, 2003;
- Dobrova Tibor Antal: Szendi freskók-Szendi versek (Prokop Péter festőművész-Tűz Tamás költő) Miskolc, 2011 ISBN 978-963-08-2043-1
- Szíj Rezső: Gondolatok Prokop Péter képei előtt, Budapesti Művészetbarátok Egyesülete, 1983